# Hoplocampa
Hoplocampa (лат.) — род перепончатокрылых из подсемейства Nematinae семейства настоящих пилильщиков (Tenthredinidae). Около 40 видов. Встречаются в основном в Голарктике и Ориентальной области.

## Описание
Мелкие перепончатокрылые пилильщики (3—8 мм). От близких родов отличается следующими признаками: жилка m-cu заднего крыла присутствует, поэтому ячейка M закрыта; эпикнемиальная поверхность резко очерчена бороздой; жилка 2r-rs переднего крыла присутствует.
Фитофаги. Личинки живут в плодах розоцветных (Rosaceae). Известные жизненные истории видов схожи: личинки развиваются в плодах различных родов розовых деревьев и кустарников. Три европейских вида считаются широко распространёнными и значимыми вредителями культурных плодовых культур: Hoplocampa brevis (груши), Hoplocampa minuta (сливы) и Hoplocampa testudinea (яблоки). Hoplocampa flava (сливы) имеет меньшее региональное значение, в основном на юге. Соответственно, эти виды достаточно хорошо изучены, и многочисленные публикации, особенно по Hoplocampa testudinea, посвящены различным аспектам их биологии и методам борьбы с ними. Гораздо меньше известно о видах, личинки которых питаются на хозяевах, не представляющих коммерческого интереса для человека. Три европейских вида были впервые обнаружены и описаны в конце прошлого века.

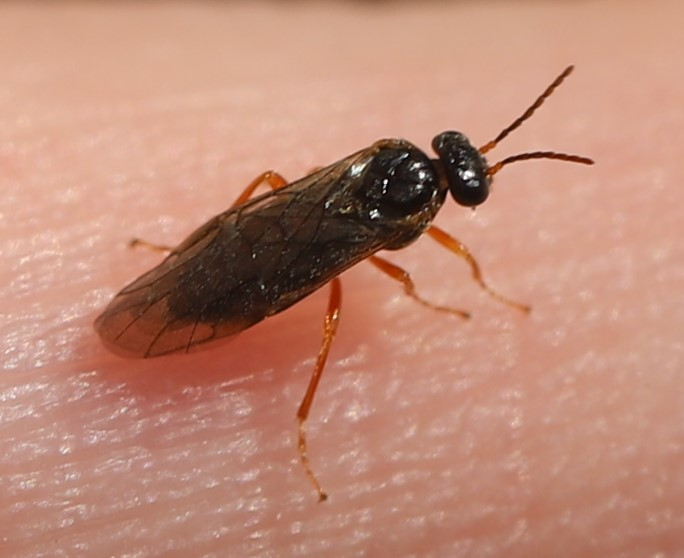
Hoplocampa fulvicornis
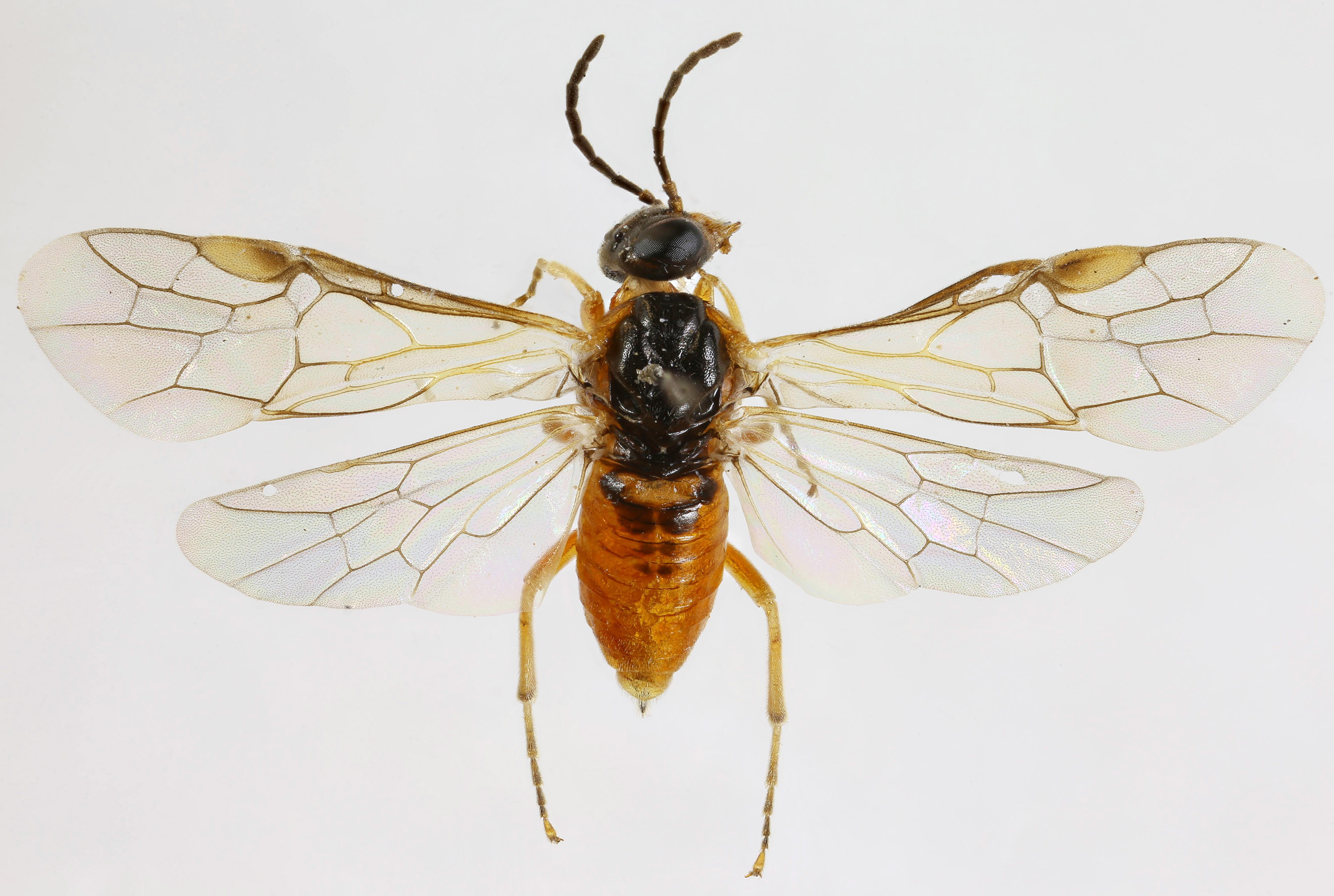
Hoplocampa pectoralis

## Систематика
Около 40 видов. В Палеарктике 20 видов, в фауне России 11 видов.
- Hoplocampa alpestris Rohwer, 1911
- Hoplocampa alpina (Zetterstedt, 1838)
- Hoplocampa ariae Benson, 1933
- Hoplocampa bioculata Rohwer, 1908
- Hoplocampa brevis (Klug, 1816)
- Hoplocampa cantoti Chevin, 1986
- Hoplocampa chamaemespili Masutti & Covassi, 1980
- Hoplocampa chrysorrhoea (Klug, 1816)
- Hoplocampa cookei  (Clarke, 1906)
- Hoplocampa crataegi  (Klug, 1816)
- Hoplocampa denfengensis G. Xiao, 1994
- Hoplocampa enslini  Statz, 1936
- Hoplocampa flava  (Linnaeus, 1760)
- Hoplocampa formosana  Malaise, 1961
- Hoplocampa fulvicornis  (Panzer, 1801)
- Hoplocampa halcyon (Norton, 1861)
- Hoplocampa idaho Ross, 1943[7]
- Hoplocampa ilicis Cockerell, 1927
- Hoplocampa lacteipennis Rohwer, 1910
- Hoplocampa makila Ross, 1943[7]
- Hoplocampa minuta  (Christ, 1791)
- Hoplocampa nalema Ross, 1943
- Hoplocampa neneti Ross, 1943
- Hoplocampa oskina Ross, 1943[7]
- Hoplocampa pallipes MacGillivray, 1893
- Hoplocampa pectoralis  Thomson, 1871
- Hoplocampa phantoma  Zinovjev, 1993[8]
- Hoplocampa plagiata  (Klug, 1816)
- Hoplocampa sinobirmana Malaise, 1961
- Hoplocampa sogdiana Zhelochovtsev, 1976[9]
- Hoplocampa spala Ross, 1943[7]
- Hoplocampa stricklandi Ross, 1943
- Hoplocampa tadshikistanica  Muche, 1986
- Hoplocampa testudinea  (Klug, 1816)
- Hoplocampa texas Ross, 1943[7]
- другие виды